# 俺の妹がこんなに可愛いわけがない (アニメ)
『俺の妹がこんなに可愛いわけがない』（おれのいもうとがこんなにかわいいわけがない）は、伏見つかさによる同名のライトノベルを原作とした日本のテレビアニメ作品。

## 概要
垢抜けていて勝ち気な妹が隠し続けてきた「実は隠れオタク」という秘密を知ってしまったことから、不仲だった妹に振り回されることになった兄の奮闘を描いている。
2010年5月にアニメ化が発表され、アニメ公式サイトが開設された。
2010年10月より12月まで、TOKYO MXほかにて深夜アニメ（UHFアニメ）として放送された。番組のインターネット配信も行われている。放送直前には、他番組とのコラボレーションCMや新聞一面広告など、大がかりな宣伝による話題作りが行われた。
2012年4月1日に開催された『アニメ コンテンツ エキスポ』でのイベント、および公式サイトにて第2期の制作が発表された。
第2期放送に先駆けて、テレビ未放送の映像を再編集した『俺の妹がこんなに可愛いわけがない TRUE ROUTE スペシャル版』（おれのいもうとがこんなにかわいいわけがない トゥルー・ルート スペシャルばん）が2012年10月より12月まで朝日放送、TOKYO MX、とちぎテレビ、群馬テレビ、BS11にて放送された。全13話。
第2期『俺の妹がこんなに可愛いわけがない。』（おれのいもうとがこんなにかわいいわけがない）は、2013年4月から6月までTOKYO MX・チバテレビ・tvk・テレ玉・とちぎテレビ・群馬テレビ・朝日放送・テレビ愛知・テレビ北海道・TVQ九州放送・BS11にて第13話までが放送され、同年8月18日に第14話から第16話を全世界同時公開で配信して完結した。全16話（TV版全13話+WEB版3話）。
なお伏見の次作『エロマンガ先生』も2017年4月から6月までテレビアニメが放送されていたが、Twitterの公式アカウントは本作と共通（正確には統合）である。

## あらすじ
一人称小説である原作は、語り手である京介のモノローグによる内心の表現が多用されているが、アニメではそうした表現を省く方針が企画初期から決められ、モノローグの多用で成功した『涼宮ハルヒの憂鬱』のアニメ版などとは違った方向性が志向された。結果的には主人公の印象も原作と違ったものとなり、京介が背負った年相応の欠点の部分が隠され、ヒロインから見た主人公像が表に出るような内容となっている。また、いけださくらによる漫画版の描写に準じた描写も取り入れられている。
アニメは原作に沿った形で物語が開始されたが、一部エピソードの順序が原作から変更されることもあり、またアニメオリジナルのエピソードも用意されている。例えば原作3巻におけるケータイ小説の書籍化を描いたエピソードは、第8話ではライトノベルのアニメ化という内容に置き換えられ、原作の風味を残すことを意図しつつもアニメ独自の内容となっている。
TV放送版(第1期)の最終回である第12話では、原作第4巻までの内容を元に、原作とは異なり桐乃が予定していた留学を取りやめるという結末が描かれた。一方、BD/DVDやインターネットでは第12話の途中から2通りの異なる展開へと分岐し、原作同様に桐乃が留学し、もうひとつの最終回である第15話へと続いていく展開も描かれている。これはTV放送版が1クール全12話で終了する上で独自の結末を描く必要があるためで、原作における第5巻以降の内容が第4巻のアンケートで決まる「読者投票型のルート分岐シナリオ」であったことや（詳細は「各巻の構成」を参照）、作中における物語の軸でもある美少女アドベンチャーゲームのストーリー分岐にならった展開である。

## 登場人物
- 高坂京介（こうさか きょうすけ） - 声：中村悠一[16]
- 高坂桐乃（こうさか きりの） - 声：竹達彩奈[16]
- 黒猫（くろねこ） - 声：花澤香菜[16]
- 沙織・バジーナ（さおり・バジーナ） - 声：生天目仁美[16]
- 田村麻奈実（たむら まなみ） - 声：佐藤聡美[16]
- 新垣あやせ（あらがき あやせ） - 声：早見沙織[16]
- 来栖加奈子（くるす かなこ） - 声：田村ゆかり[16]

## スタッフ
|                               | 第1期                | 第2期                |
| ----------------------------- | -------------------- | -------------------- |
| 原作                          | 伏見つかさ           | 伏見つかさ           |
| 企画                          | 鈴木一智、太布尚弘   | 鈴木一智、太布尚弘   |
| 企画                          | 夏目公一朗、鵜之澤伸 | 岩上敦宏、国崎久徳   |
| 監督                          | 神戸洋行             | 神戸洋行             |
| シリーズ構成                  | 倉田英之             | 倉田英之             |
| 脚本                          | 倉田英之、伏見つかさ | 倉田英之、伏見つかさ |
| スーパーバイザー              | 川口敬一郎           | N/A                  |
| キャラクターデザイン          | 織田広之             | 織田広之             |
| プロップデザイン              | 石本剛啓             | 石本剛啓             |
| 美術設定                      | 泉寛                 | 石本剛啓             |
| 美術監督                      | 衛藤功二             | 岡本好司             |
| 色彩設計                      | 末永康子             | 末永康子             |
| 撮影監督                      | 今泉秀樹             | N/A                  |
| 撮影監督                      | 設楽希               |                      |
| 編集                          | 宇都宮正記           | 肥田文               |
| 音響監督                      | 本山哲               | 本山哲               |
| 音楽                          | 神前暁               | 神前暁               |
| プロデューサー                | 三木一馬、金庭こず恵 | 三木一馬、金庭こず恵 |
| プロデューサー                | 岩上敦宏、伍賀一統   | 柏田真一郎、二見鷹介 |
| アニメーション プロデューサー | 黄樹弐悠             | 加藤淳               |
| アニメーション制作            | AIC Build            | A-1 Pictures         |

## 制作

### 第1期
アニメ第一期は2010年10月に放映が開始された。
製作委員会にはアニプレックス、アスキー・メディアワークス、バンダイナムコゲームス、ムービックの4社が名を連ねており、アニメーション制作はAIC Buildが務める。アニメ化発表当初、監督は川口敬一郎と発表されていたが、神戸洋行に変更され、川口はスーパーバイザーを担当することとなった。キャラクターデザインは、原作小説のイラストを手掛けるかんざきひろと同一人物である織田広之が手掛ける。こうした人員配置はアニメ作品では珍しいため、本作のファンからはアニメ化を前提としていた企画と受け取られることもあるが、公式Twitterではこうした噂を否定している。
本作の原作にはアニメにする上でデリケートな内容も含まれ、原作者の伏見は当初はその内容がアニメ化されることについては半信半疑であった部分もあった。伏見はアニメ化に当たり、いつ砕け散るか分からない覚悟で書いていたという原作の感覚をアニメでも引き継ぐことや、桐乃というヒロインを可愛らしく見せている重要な要素である気持ち悪いとされる隠れたオタ的側面を大事にすることを求めたといい、シリーズ構成と脚本を担当した倉田英之も、そうした作品の内容を踏まえた上で、桐乃が年齢制限のある美少女ゲームを愛好しているという設定を変更しないことを条件に仕事を引き受けたという。一方で伏見は、原作において読者からの反響が大きかった場面や、各キャラクターに対する読者からのイメージなどを原作者としてスタッフに伝えたとしており、スタッフの打ち合わせにも参加している。第9話は原作者自身の脚本によるアニメオリジナルエピソードとなっている。
なお、第2話にて桐乃が参加するオフ会会場となるメイド喫茶プリティガーデンの描写に際しては、実在のメイド喫茶であるキュアメイドカフェの取材協力やタイアップが行われ、プリティガーデン周辺の風景として、キュアメイドカフェが所在するジーストア・アキバ周辺をモデルとした風景が描かれた。

### 第2期
アニメーション制作がAIC BuildからA-1 Picturesに変更。主要スタッフは引き続き監督を神戸洋行、シリーズ構成を倉田英之が務める。
本作は第1期の第12話（GOOD END）の続編ではなく分岐ルートの第15話（TRUE ROUTE）の続編に設定されている。

## 主題歌

### オープニングテーマ
OPテーマの歌い手には、ニコニコ動画を中心に活動していた現役中学生のユニットであるClariSが起用されている。作詞・作曲は、ニコニコ動画を通じて2008年にメジャーデビューを果たしたlivetuneのkzが手掛けている。
OPの映像は毎回異なったものになっている。
第1期
「irony」（第2話、第4話 - 第11話、第12話TRUE ROUTE - 第15話）
作詞・作曲・編曲 - kz / 歌 - ClariS
素直になれずにいる10代の少女の気持ちを描いた曲。TV版およびインターネット配信版の第1話・第3話・第12話GOODENDにはOPが無いが、第1話ではラストシーンにかかる形で、第3話ではED映像を伴う形で、それぞれEDテーマとして使用された。また、第15話では挿入歌としても使用された。BD/DVD版では、第1話からOPテーマとして使われている。

第2期
「reunion」（第2話 - 第8話、第11話 - 第15話）
作詞・作曲・編曲 - kz / 歌 - ClariS
第1話・第9話・第16話はOP無し、第1話・第10話ではED映像を伴う形でEDテーマとして使用され、第16話では挿入歌として使用された。ただし、クレジットはOPテーマ扱い。

### エンディングテーマ
EDテーマはニコニコ動画で公募された曲を出演声優が歌うという形式になっており（「ウェブサイトとの連動」も参照）、毎週異なるテーマ曲が用意された。原作では、ヒロインの桐乃は歌がそれほど上手い訳ではないという設定になっているものの、各曲は登場人物名義のキャラクターソングの体裁となっている。また、ED映像も毎回異なるイラストレーターによって描かれ、これらのイラストはエンドカードイラストを兼ねている。
TV版およびインターネット配信版では、尺の関係からEDテーマが入らないこともあったため、採用曲は劇中で使用されない場合もあったが、BD/DVDでは完全な形で使用されている。また、TV版ではEDで流れなかった場合にも次回予告後の提供テロップ時にエンドカードイラストにかかる形で採用曲が使用されたほか、番組内に表示されたキーワードを入力することで入手可能となる形式で着うたが期間限定で配信され、公式サイトでは全話に渡って放送済みエピソードのED動画が公開された。BD/DVDの初回限定盤には特典CDとして各収録話のEDテーマが収録されている。
第1期
「妹プリ〜ズ!」（第1話）
作詞・作曲 - TRI-ReQ（作詞 - MNW / 作曲 - Hoso-Q） / 編曲 - TRI-ReQ、KAZU / 歌 - 高坂桐乃（竹達彩奈）
一般公募曲。桐乃の暴言や「妹キャラ好き」という嗜好を盛り込んだ歌詞となっており、原曲は初音ミクを使用した楽曲として投稿された。テレビ版・配信版のEDでは使用されなかった。BD/DVDのプロモーション映像では他の曲と共に使用されている。
「Shine!」（第2話）
作詞 - mayupin / 作曲 - クマロボ / 編曲 - クマロボ、yamazo / 歌 - 高坂桐乃（竹達彩奈）
一般公募曲。ポップで爽やかな曲調となっており、投稿の際には投稿者のバンドメンバーが仮歌を務めた。テレビ版・配信版ではラストシーンにかかる形で使用された。
「ほらいずむ」（第3話）
作詞・作曲 - とーま / 編曲 - project RAS、yamazo / 歌 - 高坂桐乃（竹達彩奈）
一般公募曲。桐乃の心情を歌った曲で、投稿の際には初音ミクを使用した楽曲として投稿された。テレビ版・配信版のEDでは使用されなかった。
「白いココロ」（第4話）
作詞・作曲 - Taishi / 編曲 - Taishi、ACOMPANAR / 歌 - 新垣あやせ（早見沙織）
一般公募曲。原作第2巻後半（アニメ版第5話）のエピソードをイメージした、新垣あやせのややダークな感情を描いた曲。投稿時の仮歌には初音ミクが用いられているが、仮歌のイメージを定着させたくないという意図から、でたらめな仮詞の歌に字幕で正式な歌詞をそえる形で投稿された。テレビ版・配信版としては初めてED映像をともなう形で曲が使用された。
「オレンジ」（第5話）
作詞・作曲 - hanawaya / 編曲 - hanawaya、yamazo / 歌 - 高坂桐乃（竹達彩奈）
一般公募曲。表裏のある生活の両方を楽しむ桐乃の心情を歌った曲。投稿の際にはインストルメンタル曲に歌詞をそえる形で投稿された。テレビ版・配信版ではラストシーンにかかる形で曲が始まり、途中からED映像をともなう形で使用された。
「マエガミ☆」（第6話）
作詞・作曲 - arata / 編曲 - arata、ACOMPANAR / 歌 - 田村麻奈実（佐藤聡美）
一般公募曲。原作第2巻第2章のエピソードに絡めた曲で、麻奈実の恋心がアイドルポップス風の曲調に盛り込まれており、曲名末尾の白星は流星のアスキーアート（ミ☆）を意図している。投稿の際には初音ミクを使用した楽曲として投稿された。本編ではED映像をともなう形で使用された。
「Masquerade!」（第7話）
作詞・作曲 - テトラproject / 編曲 - テトラproject、ACOMPANAR / 歌 - 黒猫（花澤香菜）
一般公募曲。黒猫が愛好する作中アニメ『MASCHERA』やゴスロリファッションを題材に、彼女の美学や魅力を表現することを意図した曲。原作者の伏見はこの曲を第8話の「カメレオンドーター」と共に、公募曲の中でも一押しの曲であるとしている。テレビ版・配信版では曲の後半部のみがED映像をともなう形で使用された。
「カメレオンドーター」（第8話）
作詞・作曲 - やしきん / 編曲 - やしきん、yamazo / 歌 - 沙織・バジーナ（生天目仁美）
一般公募曲。原作第6巻までの沙織・バジーナをイメージした曲で、投稿の際には初音ミクを使用した楽曲として投稿された。原作者の伏見はこの曲を、二面性を持った沙織の内面がうまく表現されているとして、公募曲の中でも特に印象の良かった曲の一つに挙げている。テレビ版・配信版ではラストシーンにかかる形で使用された。
「好きなんだもん!」（第9話）
作詞 - 有馬美咲 / 作曲 - 上月幻夜 / 編曲 - 上月幻夜、ACOMPANAR / 歌 - 高坂桐乃（竹達彩奈）
一般公募曲。桐乃をイメージした曲で、調子に乗ってテンションの高くなっている時の桐乃を想起させる内容となっている。投稿の際には作詞者がボーカルを担当した。本編ではED映像をともなう形で使用された。
「いいえ、トムは妹に対して性的な興奮をおぼえています」（第10話）
作詞・作曲 - さつき が てんこもり / 編曲 - さつき が てんこもり、ACOMPANAR / 歌 - 来栖加奈子（田村ゆかり）
一般公募曲。本作の内容をイメージしつつも電波ソングを意図した内容になっており、投稿の際にはニコニコ動画で活動する歌い手のななひらがボーカルを担当した。本編ではED映像をともなう形で使用された。
ED曲公募の採用賞金は10万円で、歌詞の最後で「10万ください」と歌われている。
「アキハバラ☆だんす☆なう!!」（第11話）
作詞・作曲 - やしきん / 編曲 - やしきん、yamazo / 歌 - 高坂桐乃（竹達彩奈）、黒猫（花澤香菜）、沙織・バジーナ（生天目仁美）
一般公募曲で、第8話ED採用曲と同じ投稿者による曲。作品全体の雰囲気をイメージした曲であるといい、投稿の際には初音ミクを使用した楽曲として投稿された。本編ではED映像をともなう形で使用された。
「ただいま。」（第12話GOODEND）
作詞 - こだまさおり / 作曲・編曲 - 神前暁 / 歌 - 高坂桐乃（竹達彩奈）
公募された曲ではなく、本作の劇伴曲を手掛ける神前暁による曲。公募作品には元気な曲が多かったことから、1990年代中頃のミディアムバラード風の曲調を意図したという。テレビ版・配信版ではラストシーンにかかる形で使用された。
「READY」（第12話TRUE ROUTE）
作詞・作曲 - encounter+/ 編曲 - encounter＋、yamazo / 歌 - 高坂桐乃（竹達彩奈）
一般公募曲。「Say! いっぱい人生」という仮題で投稿され、作詞者が仮歌のボーカルを担当した。
「†命短し恋せよ乙女†」（第13話）
作詞・作曲 - mitsu / 編曲 - mitsu、ACOMPANAR / 歌 - 黒猫（花澤香菜）
一般公募曲。黒猫の不器用な恋愛をイメージした曲。
「贖罪のセレナーデ」（第14話）
作詞・作曲 - ネロス / 編曲 - ネロス、yamazo / 歌 - 黒猫（花澤香菜）、高坂京介（中村悠一）
一般公募曲。黒猫が愛好する作中アニメ『MASCHERA』をイメージした曲。
「keep on runnin'」（第15話）
作詞・作曲 - 川口祥吾 / 編曲 - 川口祥吾、yamao / 歌 - 高坂桐乃（竹達彩奈）
一般公募曲。アニメでは、星野くららが歌う『星くず☆うぃっちメルル』劇場版（Stardust Witch MERURU The MOVIE 1st）の主題歌という設定。インターネット配信版ではラストシーンにかかる形で使用された。

第2期
「感情線loop」（第1話）
作詞 - こだまさおり / 作曲・編曲 - 田中秀和（MONACA） / 歌 - 高坂桐乃（竹達彩奈）
TV版、Web配信版では未使用。
「フィルター」（第2話）
作詞・作曲 - mampuku / 編曲 - mampuku、八木雄一、流歌 / 歌 - 新垣あやせ（早見沙織）
「ずっと…」（第3話）
作詞・作曲 - 及川康平 / 編曲 - 及川康平、千葉"naotyu-"直樹 / 歌 - 沙織・バジーナ（生天目仁美）、高坂桐乃（竹達彩奈）、黒猫（花澤香菜）
「ほねすと☆ラプソディー」（第4話）
作詞・作曲 - アルク / 編曲 - アルク、Meis Clauson / 歌 - 高坂桐乃（竹達彩奈）
「Keep」（第5話）
作詞 - りおと / 作曲 - 西島尊大 / 編曲 - 西島尊大、千葉"naotyu-"直樹 / 歌 - 高坂桐乃（竹達彩奈）
「モノクロ☆HAPPY DAY」（第6話）
作詞 - 涌澤崇史 / 作曲 - 立川直樹 / 編曲 - 立川直樹、流歌、牧野信博 / 歌 - 黒猫（花澤香菜）
「きょうもしあわせ」（第7話）
作詞 - Noël / 作曲 - ふわP（すとり） / 編曲 - れいな、千葉"naotyu-"直樹 / 歌 - 五更珠希（小倉唯）
「刹那のDestiny」（第8話）
作詞 - sheep_clever / 作曲 - ままごとP / 編曲 - ままごとP、ACOMPANAR / 歌 - 黒猫（花澤香菜）
「answer」（第9話）
作詞 - 煌々 / 作曲・編曲 - satsuki / 歌 - 高坂桐乃（竹達彩奈）
TV版、Web配信版では未使用。
「星くずこすぷれ☆うぃっち!です!・おめが」（第10話）
作詞・作曲 - A than_Lily / 編曲 - A than_Lily、ACOMPANAR / 歌 - ブリジット・エヴァンス（久野美咲）
メルルのOP映像を伴う形でOPテーマとして使用された。ただし、クレジットはEDテーマ扱い。
「ありふれた未来へ」（第11話）
作詞 - ミハネ / 作曲 - 高橋俊 / 編曲 - 高橋俊、安斎孝秋 / 歌 - 田村麻奈実（佐藤聡美）
「想うコト」（第12話）
作詞・作曲 - しっこく / 編曲 - しっこく、千葉"naotyu-"直樹 / 歌 - 新垣あやせ（早見沙織）
「ホントの気持ち」（第13話）
作詞・作曲 - にしだゆうすけ / 編曲 - にしだゆうすけ、でか大 / 歌 - 高坂桐乃（竹達彩奈）、田村麻奈実（佐藤聡美）
「The last ceremony」（第14話）
作詞・作曲 - Ray / 編曲 - Ray、流歌 / 歌 - 黒猫（花澤香菜）
「will」（第15話）
作詞・作曲 - sequel / 編曲 - sequel、ACOMPANAR / 歌 - 高坂桐乃（竹達彩奈）
「Thank You」（第16話）
作詞 - ちばけんいち / 編曲 - 千葉"naotyu-"直樹、ちばけんいち / 歌 - 高坂桐乃（竹達彩奈）

### 挿入歌
第1期
「星くず☆うぃっちメルル」（第7話、第10話）
作詞 - 伏見つかさ / 作曲・編曲 - 神前暁 / 歌 - メルル（田村ゆかり）
作中アニメ 『星くず☆うぃっちメルル』の主題歌。原作中で描写されていた『メルル』の主題歌「めてお☆いんぱくと」の歌詞を一字一句忠実に再現しており、作詞者として原作者の伏見が名を連ねている。伏見によれば、原作が執筆された時点では、曲がつくことを想定していなかった歌詞とされる。サウンドトラックCDには原作と同じ「めてお☆いんぱくと」の曲名で収録されている。
第7話は作中でメルルの声を演じているという設定の登場人物、星野くららが歌っているという設定だが、第10話ではメルルに扮した来栖加奈子が歌っている。いずれの登場人物にも田村ゆかりがキャスティングされており、くらら本人が耳を疑うほど両者の声色が似ているという原作の設定が再現されている。

第2期
「ぷらねっと☆ばーすと」（第1話、第4話、第6話、第10話、第15話）
作詞 - 伏見つかさ / 作曲・編曲 - 神前暁 / 歌 - メルル（田村ゆかり）
「めてお☆いんぱくと」（第15話）
作詞 - 伏見つかさ / 作曲・編曲 - 神前暁 / 歌 - メルル（田村ゆかり）

## 評価
BD第1期第1巻（完全生産限定版）の初週推定売上は18,085枚、DVD第1期第1巻（同）の初週推定売上は5,093枚をそれぞれ記録している。BD第2期第1巻（完全生産限定版）の初週推定売上は15,378枚、DVD第2期第1巻（同）の初週推定売上は2,562枚をそれぞれ記録している。第1期BDBOXの初週推定売上は5,257枚、第2期BDBOXの初週推定売上は1,888枚をそれぞれ記録している。
「第33回アニメグランプリ」ではグランプリ作品部門で10位、男性キャラクター部門で高坂京介が8位、女性キャラクター部門で高坂桐乃が10位、アニメソング部門で「irony」が19位をそれぞれ獲得している。
「ニュータイプアニメアワード2011」では男性キャラクター賞で高坂京介が5位、女性キャラクター賞で黒猫が3位、作品賞で7位をそれぞれ獲得している。「ニュータイプアニメアワード2013」では女性キャラクター賞で高坂桐乃が10位を獲得している。
「2010アニメキャラアワード」では高坂桐乃が2部門でトップ10入り（「新人賞」1位、「ワガママだったで賞」4位）を果たしている。アニメディア創刊記念号特別企画「みんなの推しキャラ THE☆BEST」（2011年）では男性キャラクター部門で高坂京介が8位、女性キャラクター部門で高坂桐乃が12位、黒猫が18位をそれぞれ獲得している。

## 各話リスト
各話タイトルは原作メインタイトルをもじった「俺〜わけがない」で統一されている。第2期の第15話のみ作者の意向から「〜わけない」が省略されている。
第1期の第12話は途中からの内容が異なる2通りの版が制作され、一方は“GOOD END”と題するテレビ放送版の最終話、もう一方は“TRUE ROUTE”と題する第15話の最終回へと続いていくエピソードになっている。
| 話数                  | 話数   | サブタイトル                                                                                   | 脚本       | 絵コンテ                | 演出       | 総作画監督                                                         | 作画監督 |
| 本放送 配信           | SP版   | サブタイトル                                                                                   | 脚本       | 絵コンテ                | 演出       | 総作画監督                                                         | 作画監督 |
| 第1期                 | 第1期  | 第1期                                                                                          | 第1期      | 第1期                   | 第1期      | 第1期                                                              | 第1期 |
| --------------------- | ------ | ---------------------------------------------------------------------------------------------- | ---------- | ----------------------- | ---------- | ------------------------------------------------------------------ | --- |
| 第1話                 | 第1話  | 俺が妹と恋をするわけがない                                                                     | 倉田英之   | 川口敬一郎              | 神戸洋行   | 石田可奈                                                           | 谷川亮介、永田正美                                                                                            |
| 第2話                 | 第2話  | 俺が妹とオフ会に行くわけがない                                                                 | 倉田英之   | 川口敬一郎              | 喜多幡徹   | 石田可奈、川上哲也                                                 | 鶴田仁美 |
| 第3話                 | 第3話  | 俺の妹がこんなに可愛いわけがない                                                               | 倉田英之   | 渡邊哲哉                | 渡邊哲哉   | 川上哲也                                                           | 川村幸祐 |
| 第4話                 | 第4話  | 俺の妹が夏コミとか行くわけがない                                                               | 倉田英之   | 吉村愛                  | 吉村愛     | 川上哲也                                                           | 飯飼一幸、永田正美 沈宏                                                                                       |
| 第5話                 | 第5話  | 俺の妹の親友がこんなに××なわけがない                                                           | 倉田英之   | 川口敬一郎              | 町谷俊輔   | 川上哲也                                                           | 島田さとし、岡崎洋美 佐古宗一郎                                                                               |
| 第6話                 | 第6話  | 俺の幼馴染がこんなに可愛いわけがない                                                           | 倉田英之   | 喜多幡徹                | 喜多幡徹   | 石田可奈                                                           | 後藤望 |
| 第7話                 |        | 俺の妹がこんなに小説家なわけがない                                                             | 倉田英之   | 佐藤宏幸                | 佐藤宏幸   | 川上哲也                                                           | 谷川亮介（Aパート） 吉川真帆（Bパート）                                                                       |
| 第8話                 |        | 俺の妹がこんなにアニメ化なわけがない                                                           | 倉田英之   | 佐野隆史                | 清水聡     | 石田可奈                                                           | 水谷麻美子、中村統子                                                                                          |
| 第9話                 | 第7話  | 俺の妹がこんなにエロゲー三昧なわけがない                                                       | 伏見つかさ | 舛成孝二                | 宇井良和   | 川上哲也                                                           | 杉本光司 KIM YONG-SIK                                                                                         |
| 第10話                | 第8話  | 俺の妹がこんなにコスプレなわけがない                                                           | 倉田英之   | 吉村愛                  | 吉村愛     | 石田可奈                                                           | 近藤奈津子（Aパート） 許宰銑・金祈南（Bパート）                                                               |
| 第11話                | 第9話  | 俺の妹がこんなにメイドなわけがない                                                             | 倉田英之   | 渡邊哲哉                | 渡邊哲哉   | 川上哲也                                                           | 石丸賢一、敷島博英 永田正美、大杉尚広 谷川亮介、嘉手苅睦                                                      |
| 第12話 （GOOD END）   |        | 俺の妹の人生相談がこれで 終わるわけがない GOOD END                                             | 倉田英之   | 古川順康                | 喜多幡徹   | 石田可奈                                                           | 佐古宗一郎、小松麻美 後藤望                                                                                   |
| 第12話 （TRUE ROUTE） | 第10話 | 俺の妹の人生相談がこれで 終わるわけがない TRUE ROUTE                                           | 倉田英之   | 古川順康                | 喜多幡徹   | 石田可奈 川上哲也・中村直人（Aパート） ジミー・ストーン（Bパート） | 佐古宗一郎・小松麻美（Aパート） 後藤望（Bパート）                                                             |
| 第13話                | 第11話 | 俺の後輩がこんなに腐ってるわけがない                                                           | 倉田英之   | 安藤貴史                | 安藤貴史   | -                                                                  | 永田正美、相馬満 中原清隆                                                                                     |
| 第14話                | 第12話 | 俺の後輩がこんなに可愛いわけがない                                                             | 倉田英之   | 古川順康 まつぞのひろし | 奥野耕太   | -                                                                  | 吉川真帆 |
| 第15話                | 第13話 | 俺の妹がこれで最終回なわけがない                                                               | 倉田英之   | 神戸洋行                | 神戸洋行   | 花上将吾                                                           | 谷川亮介、北島信幸 小谷杏子、神戸洋行                                                                         |
| 第2期                 |        |                                                                                                |            |                         |            |                                                                    | |
| 第1話                 | -      | 俺の妹が再び帰ってくるわけがない                                                               | 倉田英之   | 神戸洋行                | 神戸洋行   | 石田可奈                                                           | 渡邊敬介 ジミー・ストーン（メルル）                                                                           |
| 第2話                 | -      | 信じて送り出したお兄さんが 携帯美少女ゲームにドハマリして セクハラしてくるようになるわけがない | 伏見つかさ | 神戸洋行                | 西片康人   | 石田可奈                                                           | サトウミチオ                                                                                                  |
| 第3話                 | -      | 俺の友達が眼鏡を外すわけがない                                                                 | 倉田英之   | 山田弘和                | 山田弘和   | 渡邊敬介                                                           | 徳田賢朗 |
| 第4話                 | -      | 俺の妹のライバルが来日するわけがない                                                           | 倉田英之   | 斎藤哲人                | 千葉大輔   | 石田可奈                                                           | 洪錫杓 ジミー・ストーン（メルル）                                                                             |
| 第5話                 | -      | 俺が妹の彼氏なわけがないし、 俺の妹に彼氏がいるわけがない                                      | 倉田英之   | ふかざわまなぶ          | 大泉武蔵   | 渡邊敬介                                                           | 飯飼一幸、後藤望、 戸谷賢都、堀井伸雄、森川侑紀                                                               |
| 第6話                 | -      | 俺の妹が家に彼氏をつれてくるわけがない                                                         | 倉田英之   | 吉田隆彦                | 吉田隆彦   | 川上哲也                                                           | サトウミチオ ジミー・ストーン（メルル）                                                                       |
| 第7話                 | -      | 俺が後輩と恋人同士になるわけがない                                                             | 倉田英之   | 林博基                  | 山田弘和   | 渡邊敬介                                                           | 徳田賢朗 |
| 第8話                 | -      | 俺が後輩とひと夏の思い出を作るわけがない                                                       | 倉田英之   | 斎藤哲人                | 宇都宮正記 | 石田可奈                                                           | 米澤優 |
| 第9話                 | -      | 俺の妹がこんなに可愛いわけがない!                                                              | 倉田英之   | 田口智久                | 西片康人   | 川上哲也                                                           | 容洪、中原久文                                                                                                |
| 第10話                | -      | 俺の妹がウエディングドレスを着るわけがない                                                     | 倉田英之   | 及川啓                  | 町谷俊輔   | 渡邊敬介                                                           | 近藤優次、松本朋之 ジミー・ストーン（メルル） 徳田大貴（自転車）                                              |
| 第11話                | -      | 一人暮らしの兄貴の部屋に 妹たちが押しかけるわけがない                                          | 倉田英之   | 斉藤哲人                | 高島大輔   | 石田可奈                                                           | 野田康行 ジミー・ストーン（エフェクトアクション）                                                             |
| 第12話                | -      | マジ天使すぎるあやせたんが 一人暮らしの俺んちに降臨するわけがない                              | 倉田英之   | 斉藤哲人                | 山田弘和   | 川上哲也                                                           | サトウミチオ、谷川亮介                                                                                        |
| 第13話                | -      | 妹（あたし）が兄（アイツ）に 恋なんてするわけない                                              | 伏見つかさ | 小野学                  | 西片康人   | 渡邊敬介                                                           | 鎌田均、川上哲也 後藤望、サトウミチオ ジミー・ストーン、谷川亮介 戸谷賢都、中原久文 保村成、堀井伸雄 松田剛吏 |
| 第14話                | -      | 俺が彼女（アイツ）に告白なんてするわけがない                                                   | 倉田英之   | 斎藤哲人                | 町谷俊輔   | 石田可奈 川上哲也                                                  | 米澤優、徳田夢之介 日下部智津子                                                                               |
| 第15話                | -      | 俺の妹がこんなに可愛い                                                                         | 倉田英之   | 喜多幡徹                | 山田弘和   | 渡邊敬介                                                           | 近藤勇次、松本朋之                                                                                            |
| 第16話                | -      | 俺の妹がこんなに可愛いわけがない。                                                             | 倉田英之   | 神戸洋行                | 神戸洋行   | 川上哲也                                                           | サトウミチオ、谷川亮介 保村成、横井将史 渡邊敬介                                                              |

## 放送局
第1期は第1話から第12話“GOOD END”まではテレビ放送およびWeb配信で、第12話“TRUE ROUTE”から第15話まではWeb配信のみという形で公開された。

### 第1話から第12話GOOD ENDまで
2010年12月までに第12話“GOOD END”を最終話とする内容が放送された。以下は公式サイトや放送局・配信元のサイト、その他ニュースサイトでの情報に基づく。
| 放送地域   | 放送局                  | 放送期間                      | 放送日時                     | 放送系列       | 備考                                                              |
| ---------- | ----------------------- | ----------------------------- | ---------------------------- | -------------- | ----------------------------------------------------------------- |
| 東京都     | TOKYO MX                | 2010年10月3日 - 12月19日      | 日曜 23:30 - 翌0:00          | 独立UHF局      | 『E!TV』枠                                                        |
| 埼玉県     | テレ玉                  | 2010年10月5日 - 12月21日      | 火曜 1:30 - 2:00（月曜深夜） | 独立UHF局      |                                                                   |
| 神奈川県   | tvk                     | 2010年10月6日 - 12月22日      | 水曜 1:45 - 2:15（火曜深夜） | 独立UHF局      |                                                                   |
| 千葉県     | チバテレビ              | 2010年10月7日 - 12月23日      | 木曜 2:00 - 2:30（水曜深夜） | 独立UHF局      | 作品の舞台                                                        |
| 愛知県     | テレビ愛知              | 2010年10月8日 - 12月24日      | 金曜 1:28 - 1:58（木曜深夜） | テレビ東京系列 |                                                                   |
| 福岡県     | TVQ九州放送             | 2010年10月8日 - 12月24日      | 金曜 1:53 - 2:23（木曜深夜） | テレビ東京系列 |                                                                   |
| 北海道     | テレビ北海道            | 2010年10月9日 - 12月25日      | 土曜 2:30 - 3:00（金曜深夜） | テレビ東京系列 |                                                                   |
| 近畿広域圏 | 毎日放送                | 2010年10月10日 - 12月26日     | 日曜 2:28 - 2:58（土曜深夜） | TBS系列        | アニメシャワー 第2部                                              |
| 日本全域   | アニメワン              | 2010年10月11日 - 12月27日     | 日曜 12:00 更新              | ネット配信     | 最新話1週間無料 バックナンバー有料配信                            |
| 日本全域   | ニコニコチャンネル      | 2010年10月11日 - 12月27日     | 日曜 12:00 更新              | ネット配信     | 最新話1週間無料 バックナンバー有料配信                            |
| 日本全域   | バンダイチャンネル      | 2010年10月11日 - 12月27日     | 日曜 12:00 更新              | ネット配信     | 有料配信 第1話のみ期間限定で無料配信                              |
| 日本全域   | アニメNewtypeチャンネル | 2010年10月11日 - 12月27日     | 日曜 12:00 更新              | ネット配信     | 第1話から第4話までは1週間無料 第5話以降およびバックナンバーは有料 |
| 日本全域   | アニメNewtypeチャンネル | 2010年10月11日 - 12月27日     | 日曜 12:00 更新              | モバイル配信   | 第1話から第4話までは1週間無料 第5話以降およびバックナンバーは有料 |
| 日本全域   | ムービーゲート          | 2010年10月11日 - 12月27日     | 日曜 12:00 更新              |                | 第1話から第4話までは1週間無料 第5話以降およびバックナンバーは有料 |
| 日本全域   | ShowTime                | 2010年10月11日 - 12月27日     | 月曜 12:00 更新              | ネット配信     | 有料会員のみ最新話見放題 バックナンバー有料配信あり               |
| 日本全域   | AT-X                    | 2010年10月14日 - 12月30日     | 木曜 9:30 - 10:00            | CS放送         | リピート放送あり                                                  |
| 日本全域   | BS11                    | 2010年10月16日 - 2011年1月1日 | 土曜 23:30 - 翌0:00          | BSデジタル放送 | 『ANIME+』枠                                                      |

日本国外でも北米において、Anime News Networkによるネット配信が日本の放送と同時期に行われる予定であったが、2010年10月9日（日本時間で10月10日の8時頃）には、第2話の動画が日本での放送より半日前にAnime News Networkから漏出してしまうというトラブルが発生し、配信が延期されることになった。最終的には11月8日から配信が再開され、序盤のエピソードを複数話配信することによって日本の配信スケジュールに追いつかせるという処置が取られた。

### 第12話TRUE ROUTEから第15話まで
第15話“TRUE END”へと続く内容である分岐ルート第12話“TRUE ROUTE”の無料配信が2月22日より行なわれ、以降は毎月1話ずつの配信が行われた。
なお、CS放送のAT-Xでは、2013年1月にリピート放送枠で全15話としてTRUE ROUTE版が放送されている。
| 放送地域 | 放送局               | 放送期間                                      | 放送日時        | 放送系列     | 備考 |
| -------- | -------------------- | --------------------------------------------- | --------------- | ------------ | ---- |
| 日本全域 | 公式サイト           | 2011年2月22日・3月29日 2011年4月26日・5月31日 | 火曜 12:00 更新 | ネット配信   |      |
| 日本全域 | 角川コンテンツゲート | 2011年2月22日・3月29日 2011年4月26日・5月31日 | 火曜 12:00 更新 | モバイル配信 |      |
| 日本全域 | ShowTime             | 2011年2月22日・3月29日 2011年4月26日・5月31日 | 火曜 12:00 更新 | ネット配信   |      |
| 日本全域 | ニコニコチャンネル   | 2011年2月22日・3月29日 2011年4月26日・5月31日 | 火曜 12:00 更新 | ネット配信   |      |

### TRUE ROUTE スペシャル版
第1期の再編集版。テレビ版計12話のうち第7話・第8話・第12話（GOOD END）が未放送となり、Web配信だった『TRUE ROUTE』第12話（TRUE ROUTE） - 第15話相当が加わり全13話となった。
第1期テレビ版相当分の計9話については実質的な再放送となる。ただし第6話の次に本来の第9話が続くため、唐突に桐乃の著作のアニメ化が決定済みになっているほか、「（クリスマスプレゼントが）取材の一環」・「アニメスタジオの件（が内緒）」など、初見の者にとっては解釈しがたいセリフがいくつか生じている。またDVD版と同様、第9話（1期第11話相当）のOPで表示されている黒猫の身長が155cmに修正されている。
第1期『TRUE ROUTE』由来の終盤4話はWeb配信版と比べて過激な台詞に規制音が掛かっているほか、一部の場面が省略・短縮・速回しされている。しかし、それでも第9話以前と比べると2分ほど尺が長い。
このスペシャル版の放送より、近畿広域圏の放送局が毎日放送から朝日放送に変更されている。
| 放送地域   | 放送局       | 放送期間                      | 放送日時                     | 放送系列       | 備考                                                         |
| ---------- | ------------ | ----------------------------- | ---------------------------- | -------------- | ------------------------------------------------------------ |
| 近畿広域圏 | 朝日放送     | 2012年10月4日 - 12月27日      | 木曜 2:18 - 2:48（水曜深夜） | テレビ朝日系列 | 『水曜アニメ〈水もん〉』第1部 第1期は未放送 局独自の修正あり |
| 東京都     | TOKYO MX     | 2012年10月6日 - 12月29日      | 土曜 23:30 - 翌0:00          | 独立局         | 『E!TV』枠                                                   |
| 栃木県     | とちぎテレビ | 2012年10月6日 - 12月29日      | 土曜 23:30 - 翌0:00          | 独立局         | 第1期は未放送                                                |
| 群馬県     | 群馬テレビ   | 2012年10月6日 - 12月29日      | 土曜 23:30 - 翌0:00          | 独立局         | 第1期は未放送                                                |
| 日本全域   | BS11         | 2012年10月13日 - 2013年1月5日 | 土曜 23:30 - 翌0:00          | BS放送         | 『ANIME+』枠 最終回のみ日曜 0:00 - 0:30（土曜深夜）に放送    |

### 第2期 第1話から第13話
| 放送地域       | 放送局             | 放送期間                | 放送日時                     | 放送系列       | 備考                                           |
| 第1話 - 第13話 | 第1話 - 第13話     | 第1話 - 第13話          | 第1話 - 第13話               | 第1話 - 第13話 | 第1話 - 第13話                                 |
| -------------- | ------------------ | ----------------------- | ---------------------------- | -------------- | ---------------------------------------------- |
| 東京都         | TOKYO MX           | 2013年4月7日 - 6月30日  | 日曜 0:00 - 0:30（土曜深夜） | 独立局         | 『E!TV』枠                                     |
| 栃木県         | とちぎテレビ       | 2013年4月7日 - 6月30日  | 日曜 0:00 - 0:30（土曜深夜） | 独立局         |                                                |
| 群馬県         | 群馬テレビ         | 2013年4月7日 - 6月30日  | 日曜 0:00 - 0:30（土曜深夜） | 独立局         |                                                |
| 神奈川県       | tvk                | 2013年4月7日 - 6月30日  | 日曜 0:00 - 0:30（土曜深夜） | 独立局         |                                                |
| 埼玉県         | テレ玉             | 2013年4月7日 - 6月30日  | 日曜 0:30 - 1:00（土曜深夜） | 独立局         |                                                |
| 千葉県         | チバテレビ         | 2013年4月7日 - 6月30日  | 日曜 0:30 - 1:00（土曜深夜） | 独立局         | 作品の舞台                                     |
| 愛知県         | テレビ愛知         | 2013年4月7日 - 6月30日  | 日曜 1:50 - 2:20（土曜深夜） | テレビ東京系列 |                                                |
| 福岡県         | TVQ九州放送        | 2013年4月10日 - 7月3日  | 水曜 2:35 - 3:05（火曜深夜） | テレビ東京系列 |                                                |
| 北海道         | テレビ北海道       | 2013年4月11日 - 7月4日  | 木曜 2:05 - 2:35（水曜深夜） | テレビ東京系列 |                                                |
| 近畿広域圏     | 朝日放送           | 2013年4月11日 - 7月4日  | 木曜 2:13 - 2:43（水曜深夜） | テレビ朝日系列 | 『水曜アニメ〈水もん〉』第1部 局独自の修正あり |
| 日本全域       | ニコニコ生放送     | 2013年4月11日 - 7月4日  | 木曜 23:30 - 翌0:00          | ネット配信     |                                                |
| 日本全域       | ニコニコチャンネル | 2013年4月11日 - 7月4日  | 金曜 0:00（木曜深夜）更新    | ネット配信     |                                                |
| 日本全域       | BS11               | 2013年4月14日 - 7月7日  | 日曜 0:00 - 0:30（土曜深夜） | BS放送         | 『ANIME+』枠                                   |
| 日本全域       | AT-X               | 2013年4月16日 - 7月9日  | 火曜 22:30 - 23:00           | CS放送         | リピート放送あり                               |
| 日本全域       | バンダイチャンネル | 2013年4月26日 - 7月19日 | 金曜 12:00 更新              | ネット配信     |                                                |

### 第2期 第14話から第16話
2013年8月18日13時（日本時間）、番組公式サイトのほかdアニメストアおよびニコニコ動画（日本）、楽視（中国）・Aniplus（韓国）・中華電信（台湾）・Wakanim（フランス語圏）・Crunchyroll（その他の地域）といった各国・地域の放送局や配信サイトを通じてアニメ第2期の最終エピソードとなる第14話から第16話の世界同時公開が行われた。

## BD / DVD
各巻ごとにBlu-ray完全生産限定版、DVD完全生産限定版、DVD通常版の3種類が発売されている。いずれも各2話収録の全8巻。
限定版はかんざきひろ描き下ろしデジパック仕様。収録話数の公募エンディングテーマを収録した特典CDや、原作者である伏見つかさの脚本による、登場人物によるキャラクターコメンタリー風映像が収録されている。コメンタリー風映像は従来作品にあったような本編の副音声として収録される形式とは異なり、居間で本編の映像を見ているという設定の登場人物たちが、勝手に映像を止めたり巻き戻しながらコメントを入れていくという内容の映像作品となっている。
限定版の第1巻には原作者書き下ろしの特典小説が収録され、原作本編における主人公・京介の一人称視点では窺い知ることのできなかった、桐乃視点、黒猫視点からの物語を描いた内容が描かれている。
また、第2期の限定版の第1巻にも原作者書き下ろしの特典小説が収録され、原作最終巻の約十年後に成長して二代目『黒猫』となった五更珠希が十年前を振り返る様子が描かれている（「俺の妹がこんなに可愛いわけがない 読み切り作品」も参照）。
2013年2月27日には一期のWEB限定配信された全4話を含む全16話が収録されたBlu-ray Disc BOXが発売された。
| 巻  | 発売日         | 収録話                    | 規格品番     | 規格品番     | 規格品番  |
| 巻  | 発売日         | 収録話                    | BD限定版     | DVD限定版    | DVD通常版 |
| --- | -------------- | ------------------------- | ------------ | ------------ | --------- |
| 1   | 2010年12月22日 | 第1話 - 第2話             | ANZX-9751/52 | ANZB-9751/52 | ANSB-9751 |
| 2   | 2011年1月26日  | 第3話 - 第4話             | ANZX-9753/54 | ANZB-9753/54 | ANSB-9753 |
| 3   | 2011年2月23日  | 第5話 - 第6話             | ANZX-9755/56 | ANZB-9755/56 | ANSB-9755 |
| 4   | 2011年4月6日   | 第7話 - 第8話             | ANZX-9757/58 | ANZB-9757/58 | ANSB-9757 |
| 5   | 2011年4月27日  | 第9話 - 第10話            | ANZX-9759/60 | ANZB-9759/60 | ANSB-9759 |
| 6   | 2011年5月25日  | 第11話 - 第12話GOOD END   | ANZX-9761/62 | ANZB-9761/62 | ANSB-9761 |
| 7   | 2011年6月22日  | 第12話TRUE ROUTE - 第13話 | ANZX-9763/64 | ANZB-9763/64 | ANSB-9763 |
| 8   | 2011年7月27日  | 第14話 - 第15話           | ANZX-9765/66 | ANZB-9765/66 | ANSB-9765 |
| BOX | 2013年2月27日  | 第1話 - 第15話            | ANZX-3831/34 | -            | -         |

| 巻  | 発売日         | 収録話          | 規格品番      | 規格品番      | 規格品番   |
| 巻  | 発売日         | 収録話          | BD限定版      | DVD限定版     | DVD通常版  |
| --- | -------------- | --------------- | ------------- | ------------- | ---------- |
| 1   | 2013年6月19日  | 第1話 - 第2話   | ANZX-11001/02 | ANZB-11001/02 | ANSB-11001 |
| 2   | 2013年7月24日  | 第3話 - 第4話   | ANZX-11003/04 | ANZB-11003/04 | ANSB-11003 |
| 3   | 2013年8月21日  | 第5話 - 第6話   | ANZX-11005/06 | ANZB-11005/06 | ANSB-11005 |
| 4   | 2013年9月25日  | 第7話 - 第8話   | ANZX-11007/08 | ANZB-11007/08 | ANSB-11007 |
| 5   | 2013年10月23日 | 第9話 - 第10話  | ANZX-11009/10 | ANZB-11009/10 | ANSB-11009 |
| 6   | 2013年11月27日 | 第11話 - 第12話 | ANZX-11011/12 | ANZB-11011/12 | ANSB-11011 |
| 7   | 2013年12月25日 | 第13話 - 第14話 | ANZX-11013/14 | ANZB-11013/14 | ANSB-11013 |
| 8   | 2014年1月22日  | 第15話 - 第16話 | ANZX-11015/16 | ANZB-11015/16 | ANSB-11015 |
| BOX | 2017年4月26日  | 第1話 - 第16話  | ANZX-13831/34 | -             | -          |

## 映像特典
第1期はBlu-ray&DVDに、 SDキャラによるキャラクターコメンタリー風特典映像を収録。全16本。脚本伏見つかさ。
第2期はBlu-ray&DVD収録の「SDキャラによるショートムービー」。
- 脚本 - 伏見つかさ
- SDキャラクターデザイン - 小木曽槙一（e-bird）
- 製作 - I was a Ballerina co.,ltd.

| 巻数        | サブタイトル                                                                                      | 登場キャラクター    |
| ----------- | ------------------------------------------------------------------------------------------------- | ------------------- |
| 第2期 第1巻 | 俺と赤城のアダルトな一日 「BLショップ」 「らぶドール」                                            | 高坂京介 赤城浩平   |
| 第2巻       | 来栖姉妹の日常 マスケラvsメルル 場外乱闘編                                                        | 来栖彼方 来栖加奈子 |
| 第3巻       | -                                                                                                 | 新垣あやせ 赤城瀬菜 |
| 第4巻       | ゲーム研究会活動報告（全3話）                                                                     |                     |
| 第5巻       | -                                                                                                 | 櫻井秋美 宮本蘭     |
| 第6巻       | 俺が御鏡に人生相談するわけがない 突撃乙女ロード!                                                  |                     |
| 第7巻       | -                                                                                                 | 高坂桐乃 高坂京介   |
| 第8巻       | ギャルゲー風特典映像 『俺の妹がこんなにエロゲーなわけがない〜逆襲の秋美〜 初詣編&バレンタイン編』 |                     |

## オーディオドラマ
第2期Blu-ray&DVD同梱CDドラマ。脚本伏見つかさ。
- 第2期第1巻 『ラブタッチ2 〜俺の彼女の続編が発売されるわけがない〜』
- 第2期第1巻 『俺と妹がベッドで恋バナなんてするわけがない』
- 第2期第2巻 『俺の妹の友達の姉がこんなに可愛いわけがない』
- 第2期第3巻 『俺のあやせがお泊まりしにくるわけがない』
- 第2期第7巻 『優しい嘘とわたしの初恋』
- 第2期第7巻 『恋の魔法と闇の力』

## 作品に対する批判
本作では、世間では受け入れられていない趣味（アダルトゲームなど）を愛好することで生じる家族や友人との対立や、数ある同様のコンテンツの中でもアニメやゲームばかりが槍玉に挙げられることについての皮肉とも受け取れる内容が、物語の題材の一部として扱われている。また作中には架空や実在のアダルトゲームが登場し、実在のゲーム企業が「ゲームパッケージ制作協力」として名を連ねている。こうした内容には批判もあり、第1話の放送直後には、放送倫理・番組向上機構（BPO）内の「青少年に関する意見」で、「未成年がアダルトゲームなどを大量に購入しているのが不適切だ」「実在のアダルトゲームのメーカーがこの作品に協力している」などの意見が視聴者から寄せられている。
一方、これを受けたBPOの青少年委員会は本作を視聴した上で審議を行ったが、表現や内容については全員一致で「特段問題にすべき点はない」という結論を出している。ただし委員の中には、作中において中学生がアダルトゲームを所持することの正当性について家族が言い争う展開を含む第3話までの内容が、子供に対するアダルトゲームの販売促進活動に繋がるのではないかと危惧する意見もあったという。なお批判との関連性は不明であるものの、第1話では架空のゲーム作品に混じって実在のアダルトゲームのパッケージが映る演出があったのに対し、第2話以降では実在のゲーム作品は登場しなくなり、架空のゲーム作品のみが登場するようになっている。

## ゲーム

### コンピュータゲーム
PSP版
2011年1月27日にバンダイナムコゲームスから発売された『俺の妹がこんなに可愛いわけがない ポータブル』は、基本的には原作ライトノベル版に準拠したゲーム内容となっているが、テレビアニメ版の主題歌「irony」がオープニングテーマとして用いられており、登場人物を演じる声優もドラマCDやテレビアニメ版と共通するものとなっている。
また、2011年1月20日よりYahoo!モバゲーで提供されているソーシャルゲーム『俺の妹・真妹大殲シスカリプス』は、原作およびテレビアニメ版に登場する劇中ゲーム『真妹大殲シスカリプス』をモチーフとした内容だが、そのキャラクターには原作ライトノベルのイラストやアニメ本編のキャラクターデザインを担当したかんざきひろのデザインではなく、アニメ版の劇中ゲームのキャラクターデザインを担当した原田たけひとによるデザインが用いられている。
『俺の妹・真妹大殲シスカリプス』は2011年8月31日にサービス終了している。
PS3版

### トレーディングカードゲーム
プレシャスメモリーズ
幾つかの参加テレビアニメ作品の中に、本作も名を連ねている。

## 関連商品

### ドラマCD
テレビアニメの放送から遡ること半年前の2010年3月31日には、原作の内容を再現したドラマCDが発売されており、その際に登場人物を演じたキャストはテレビアニメでも踏襲された。ドラマCDとテレビアニメは同一の原作を基にしているため、テレビアニメと共通する場面も描かれているが、セリフの取捨選択や使用される楽曲には差異がある。例えばドラマCD版では挿入歌「めてお☆いんぱくと」のボーカルは再現されておらず、メロディもアニメと異なっている。

### 音楽CD
テレビアニメ版に関連したCDが発売されている。
『irony』
2010年10月20日発売。テレビアニメ第1期の主題歌シングル。初回限定盤、通常盤、オレイモ盤の3種類が発売された。
『reunion』
2013年4月17日発売。テレビアニメ第1期の主題歌シングル。初回限定盤、通常盤、期間限定盤の3種類が発売された。
『俺の妹がこんなに可愛いわけがない オリジナルサウンドトラック』
2011年1月12日発売。挿入歌「めてお☆いんぱくと」を含む、テレビアニメ版の劇伴音楽が収録されている。
『〜俺の妹がこんなに可愛いわけがないComplete Collection+〜俺妹コンプ+!』
2011年12月7日発売。アニメ第1期の全エンディング楽曲（再mix版）とPSPで発売されたゲームのエンディング楽曲などが収録されている。
『〜俺の妹がこんなに可愛いわけがない。Complete Collection+〜俺妹コンプ。+!』
2017年4月26日発売。アニメ第2期の全エンディング楽曲（再mix版）とPS3で発売されたゲームのエンディング楽曲などが収録されている。

### 書籍
- 『アニメ『俺の妹』がこんなに丸裸なわけがない』2011年9月30日初版発行（同日発売[97]）、ISBN 978-4-04-870649-0
- 『アニメ『俺の妹。』がこんなに丸裸なわけがない。』2014年3月8日発売[98]、ISBN 978-4-04-866450-9

## Webラジオ
2010年8月13日から2011年7月22日まで『俺の妹が（ラジオでも）こんなに可愛いわけがない』と題する、テレビアニメに関連したインターネットラジオ番組が、アニメ公式サイト上で配信された。パーソナリティは高坂桐乃役を演じる竹達彩奈と、黒猫役を演じる花澤香菜。番組冒頭では毎回、原作者書き下ろしの脚本に基づく桐乃と黒猫の寸劇が繰り広げられた。更新は基本的に毎月第2・第4金曜日となっていた。
2013年4月11日から12月26日まで『俺の妹が（ラジオでも）こんなに可愛いわけがない。』のタイトルで配信された。
コーナー
- 桐乃&黒猫のオープニングコーナー
- 俺の妹もこんなに可愛いわけがない
- 「オタクっ娘あつまれー」
- 「○○の意味がわからない件」
- 「星くず☆ういっちメルル」VS「MASCHERA〜堕天した獣の慟哭〜」
- 「人生相談」
- ここからお選び下さい。 ※ 第21回限定コーナーで、上記コーナーに選択されていないメールを読むコーナー。

ゲスト
| 放送回 | 放送日         | 出演者     | 備考              |
| ------ | -------------- | ---------- | ----------------- |
| 第5回  | 2010年 10月8日 | 生天目仁美 | 沙織・バジーナ 役 |
| 第5回  | 2010年 10月8日 | 佐藤聡美   | 田村麻奈実 役     |
| 第5回  | 2010年 10月8日 | 早見沙織   | 新垣あやせ 役     |
| 第16回 | 2011年 3月25日 | 早見沙織   | ※飛び入り         |
| 第17回 | 4月8日         | 早見沙織   |                   |
| 第19回 | 5月13日        | 生天目仁美 |                   |
| 第21回 | 6月10日        | 佐藤聡美   |                   |
| 第23回 | 7月8日         | 中村悠一   | 高坂京介 役       |

## 多数決ドラマ
多数決ドラマ『俺の妹がこんなに可愛いわけがない featuring エロマンガ先生』
サブタイトル『エロマンガ先生が生放送で「俺の妹」のえっちなイラストを描いてくれるわけがない』
2015年11月28日から電撃文庫×niconicoの企画で、ニコニコ生放送の視聴者アンケートの結果によって、ストーリーが変わるユーザー参加型ラジオドラマ「多数決ドラマ」の第一弾として配信。スタジオパートMCは藤田茜。ストーリーやイラストは全て新しく書き（描き）下ろしに加え、音声収録も改めて取り直した。分岐個数では全部まとめると100以上の分岐があり、ニコニコ生放送のアンケート機能によりゲームブック風に分岐していく。全部の分岐を見る事は無くその多くは書き下ろされながらも使われなかったルートも多数存在する。第5夜で投票が同数になるというハプニングが起こった。2016年10月2日の電撃文庫秋の祭典2016のサテライトステージにおいて会場及びニコニコ生放送で再度放送された。これは全5回の多数決ドラマ第1弾とは異なり、ニコ生アンケートによる投票結果だけでなく、会場の参加者の声援の大きさを含めて、スタッフの判断でルートが決定する仕組みになっている。
制作経緯
電撃文庫の三木編集長がある日ニコニコと何か出来ないか？と思い企画したのが「新メディアミックス展開」ニコニコ側がニコ生でのアンケート機能を使い視聴者に選択しての分岐を提案、作品選択では今も人気でありニコニコ側の担当者も大好きとの意見からとされる。
合言葉は「レッツ、談合♪」
スタジオ実写パートでの番組にメールで○○が見たいだからこのキャラを選んでなど視聴者だけでなく、ニコ生を見られる状態の友人だけでなく色んな呼びかけで今回はこのキャラを選択してなどまとまった票がアンケートに反映するので回りと口裏を合わせる事が重要になった。それによって多数の選択項目から見たい画像や音声も聞ける。番組宛のメールが読まれる場合やコメントで「このルートを見たい!」「次はあのルートにしよう!」とか視聴者がそうだなと談合によって選択肢が変わる。
キャスト
- 和泉紗霧(エロマンガ先生) - 藤田茜
- 和泉マサムネ - 声なし
- 新垣あやせ - 早見沙織（第1夜、第4夜ゲスト）
- 黒猫 - 花澤香菜（第2夜、第5夜1週目ゲスト）
- 高坂桐乃 - 竹達彩奈（第3夜、第5夜2週目、出張版ゲスト）

スタッフ
- シナリオ - 伏見つかさ
- 一部イラスト - かんざきひろ
- 作中イラスト - カラフル
- 映像制作 - アイウォズ・ア・バレリーナ
- 音響制作 - マジックカプセル
- 協力 - OIP2（作中映像）、rin（作中イラスト）

放送日
- 第1夜 2015年11月28日
- 第2夜 2015年12月11日
- 第3夜 2015年12月26日
- 第4夜 2016年1月8日
- 第5夜 2016年1月22日
- 出張版 2016年10月2日

## モバイル
下記の携帯公式サイト,モバイル専門サイトにて画像や番組情報、携帯電話端末用にアプリケーションを配信している。
モバイル向けのアニメ本編配信については「#放送局」を参照。
| 『アニプレックス★Mobile』 きせかえツール・待受・FLASH・マチキャラ・着うた・デコメ 『電撃モバイル』 『電撃G’sモバイル』 きせかえツール・待受・FLASH・小説・コミック・パズルゲー 『電撃モバイルFor Android』 『電撃G’sモバイルFor Android』 待受・スライドパズル | 『ゲーマーズモバイル』 きせかえツール・待受・FLASH・カレンダー 『アニメきせかえ王国↑』 『きせかえ×キセカエ』 『きせかえGREE』 他 なお、『俺の妹がこんなに可愛いわけがない iP』というスマホ用コミュニケーションアプリといったリリースもなされている。 |

## パチンコ
P 俺の妹がこんなに可愛いわけがない。
2025年3月3日に京楽より導入開始。

## イベント
アニメの放送開始と前後して、これを記念した幾つかのイベントが行われている。放送を翌週に控えた2010年9月26日に開催された電撃文庫の合同イベント「電撃文庫 秋冬の陣 電撃文庫 秋の祭典2010」は、本作の作中に登場する施設でもある秋葉原UDXで行われ、複数作品の合同イベントの一環として本作の登場人物を演じる声優によるトークショーや、第1話の先行上映などが行われている。第1話放送日の前日に当たる2010年10月2日には、作中の舞台のひとつでもある秋葉原にて『とある魔術の禁書目録』とのコラボレーション広告（「俺の妹がこんなに可愛いわけがない#他作品とのコラボレーション」を参照）に関連したグッズの配布が行われ、一時は800人を超える行列ができるなど大勢のファンが集まった。第1話の放送開始直後の2010年10月9日には、第2話（原作小説第1巻第3章）で描かれたメイド喫茶（「#制作」参照）でのオフ会をイメージした、公式イベントやコラボレーション企画が行われ、原作に登場するメニューの再現などが期間限定で行われた。また「マチアソビ」第4回におけるトークショーも、この同時期に当たる2010年10月10日から10月11日にかけて行われている。
2010年12月5日には川口総合文化センター・リリアにて「俺の妹がこんなに可愛いわけがないフェスティバル」が開催され、イベント内では最終回が2通り用意されることなどが告知された。2010年12月17日には新宿ロフトプラスワンにて「俺妹×禁書 コラボトークセッション 〜大覇権祭〜 」と題する、『とある魔術の禁書目録』との合同イベントが行われた。
千葉市が舞台のモデルとなっていることから、千葉市のフィルム・コミッションが定期的に開催している「ロケ地になった千葉市展」でも紹介され、アニメにも登場した千葉市生涯学習センターにて、2011年1月18日から30日まで本作に関連した展示が行われた。2012年（1月19日から30日）の開催においても再度展示されている。また、地元民間放送局であるチバテレビでも放送された。千葉都市モノレール1000形電車ではラッピングされた編成もあった。
2013年7月21日に舞浜アンフィシアターにて「俺の妹がこんなに可愛いわけがない。フェスティバル」が開催された。